# Vindinge (Nyborg)
Vindinge is een plaats in de Deense regio Zuid-Denemarken, gemeente Nyborg. De plaats telt 474 inwoners (2020).

## Station

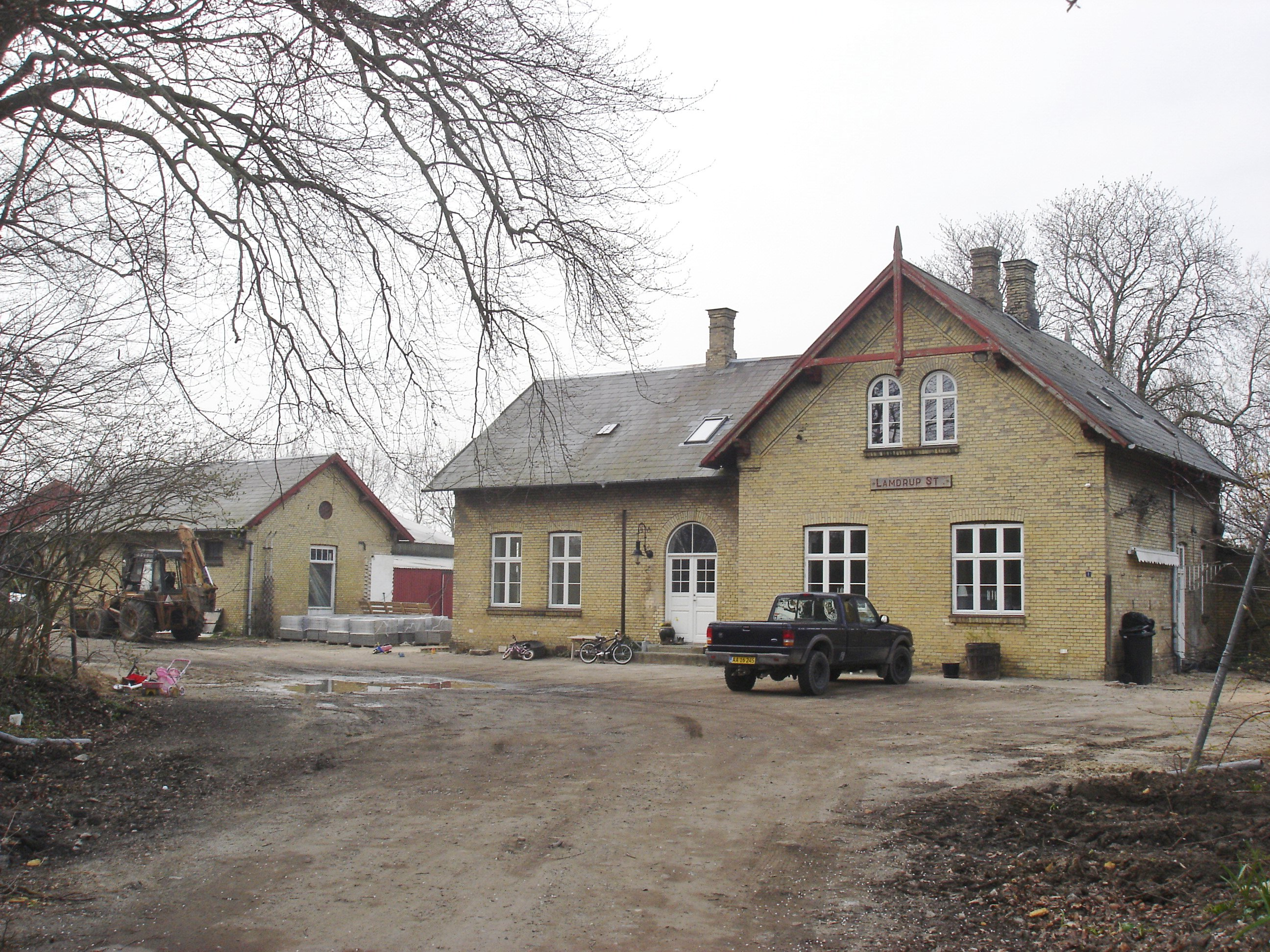
Voormalig station Lamdrup

Vindinge ligt aan de voormalige spoorlijn Ringe - Nyborg. Het station staat halverwege Vindinge en het dorp Lamdrup, het werd naar dat laatste dorp vernoemd. De laatste treinen reden in 1962, maar het station is nog steeds aanwezig.